# Balthasar van Żagań
Balthasar van Sagan (circa 1415 – Priebus, 15 juli 1472) was van 1439 tot 1461 en van 1468 tot kort voor zijn dood in 1472 hertog van Sagan (Żagań) en van 1439 tot 1449 hertog van Priebus (Przewóz). Hij behoorde tot de Silezische tak van het huis der Piasten.

## Levensloop
Balthasar was de oudste zoon van hertog Jan I van Sagan en diens echtgenote Scholastica, dochter van keurvorst Rudolf III van Saksen. 
Na de dood van zijn vader in 1439 erfde Balthasar samen met zijn broers Rudolf, Wenceslaus en Jan II de Krankzinnige de hertogdommen Sagan en Priebus. In 1449 verdeelden de vier broers hun gezamenlijke domeinen: Balthasar en Rudolf behielden het hertogdom Sagan en Wenceslaus en Jan II kregen het hertogdom Priebus. 
In 1450 deed Balthasar samen met Rudolf een pelgrimstocht naar Rome. Kort na zijn terugkeer werd Balthasar geconfronteerd met de aanspraken van zijn jongste broer Jan II, die ontevreden was met de domeinen die hij gekregen had en daarom een herziening van het verdelingsverdrag eiste. In 1453 verzoenden de broers zich opnieuw.
In 1454 sneuvelde zijn broer Rudolf tijdens de Dertienjarige Oorlog in de Slag bij Konitz, vechtend aan de kant van de Duitse Orde. Vervolgens ging Balthasar naar Pruisen om er aan de zijde van de Duitse Orde te vechten. Hij probeerde de rang van luitenant te halen, maar dit mislukte en in 1457 keerde Balthasar terug naar Sagan. Na zijn terugkomst ontdekte hij dat zijn broer Jan II zichzelf tot gouverneur van het hertogdom Sagan had geproclameerd. 
De volgende jaren was Balthasar betrokken bij de politieke zaken van het hertogdom Silezië en liet hij zich zien als een tegenstander van de Boheemse koning George van Podiebrad. In 1461 viel zijn broer Jan II met de hulp van Boheemse troepen het hertogdom Sagan binnen, waarna Balthasar als hertog werd afgezet.
Vervolgens verbleef hij tussen 1461 en 1467 in ballingschap in de stad Breslau, waar hij het stadsleger leidde. Nadat hij zonder succes aan koning George van Bohemen de teruggave van zijn domeinen had gevraagd, trok hij naar Rome waar hij steun vond bij paus Paulus II. Omdat George van Podiebrad tot de hussieten behoorde, organiseerde de paus in 1467 een kruistocht tegen hem en stelde hij Balthasar aan als opperbevelhebber van de troepen. De operatie mislukte echter toen Balthasar in Freystadt werd verslagen door de troepen van Jan II.
Balthasar sloot daarna een alliantie met zijn neef, hertog Hendrik XI van Glogau, en met diens hulp heroverde hij in 1468 het hertogdom Sagan. In de oorlog tussen de Hongaarse koning Matthias Corvinus en de Boheemse koning George van Podiebrad, koos hij vervolgens de zijde van Matthias Corvinus en in 1469 werd Balthasar leenman van Matthias Corvinus.
De Hongaarse koning begon korte tijd nadien echter zijn broer Jan II te steunen en in 1472 viel Jan opnieuw het hertogdom Sagan binnen. Jan II nam de controle van de regering over en Balthasar werd afgezet. Vervolgens werd hij gevangengezet in het kasteel van Priebus en Balthasar stierf er kort daarna, naar verluidt omdat zijn broer hem liet verhongeren. Hij werd bijgezet in de augustijnenkerk van Sagan.

## Huwelijken en nakomelingen
Eerst was Balthasar gehuwd met Agnes († 1460), wier afkomst niet geweten is. Ze kregen een dochter Anna, die reeds in 1463 stierf. 
Op 11 september 1469 hertrouwde hij met Barbara (circa 1452/1453-1507), dochter van hertog Bolesław II van Teschen. Het huwelijk bleef kinderloos.